# Przeworsk-Kultur
Przeworsk-Kultur (polnische Aussprache [ˈpʂɛvɔrsk]; ältere Bezeichnungen: Oder-Warthe-Gruppe für die frühen Phasen der Przeworsk-Kultur, in Deutschland traditionell Wandalische Kultur) ist der Name einer eisenzeitlichen archäologischen Kultur auf dem Gebiet des heutigen Polens zwischen Warthe/Netze, Oder, Bug und Karpatenbogen. Benannt ist die Kultur nach einem Brandgräberfeld bei Przeworsk in der Wojewodschaft Podkarpackie. Träger dieser Kultur waren vermutlich aus historischen Quellen bekannte ostgermanische Stämme wie beispielsweise die Vandalen, Burgunden und Lugier.
Die Kultur bestand etwa vom Ende des 3. Jahrhunderts v. Chr. bis zur Mitte des 5. Jahrhunderts n. Chr. Gleichzeitig, am Anfang des 1. Jahrhunderts v. Chr. breitete sich östlich des Weichsel-Einzugsgebietes die Wielbark-Kultur aus.

## Entstehung
Die Przeworsk-Kultur entstand aus der Gesichtsurnenkultur durch starke Einflüsse der keltischen Latènekultur, die besonders in der südlichen Expansionszone der Kultur ausgeprägt sind, wo zusätzlich dakische Kultureinflüsse nachzuweisen sind. So wurde die Sitte der Waffenbeigabe in Gräbern als Ausdruck eines entstehenden Kriegertums von den Kelten übernommen. Von hier gelangte diese Sitte wie auch andere Latèneeinflüsse später in den südlichen Bereich der Jastorf-Kultur und in die Oxhöft-Kultur. Auch die Ausstattung der Frauengräber mit Schmuck- und Trachtbestandteilen wird in der Przeworsk-Kultur üblich.

## Merkmale
Charakteristische Funde sind zuerst handgeformte, später scheibengedrehte Tongefäße, die mit Mäandern verziert wurden. Auch facettierte Gefäßränder zeigen das Ausbreitungsgebiet der Przeworsk-Kultur vor allem im Westen an. Die Siedlungen befanden sich meist in Flusstälern und bestanden aus Hausreihen oder um einen Zentralplatz angeordnete Gebäudegruppen. Der polnische Archäologe Artur Błażejewski verweist in einem im Jahr 2007 veröffentlichten Buch auf eine Verwandtschaft zwischen der Przeworsk-Kultur und der eisenzeitlichen Kultur des Rhein-Weser-Gebietes.

## Ausbreitung der Kultur
Der südöstliche Teil der Przeworsk-Kultur, der bis zur Nordgrenze Dakiens reicht, ist von ihren ursprünglichen Zentren in Schlesien und an der Warthe durch einen siedlungslosen Streifen getrennt. Dieser südöstliche Raum galt in der römischen Kaiserzeit als Siedlungsgebiet der Lugier. Dass die gesamte Bevölkerung der Przeworsk-Kultur der Kaiserzeit mit den spätantiken Vandalen gleichzusetzen ist, kann nicht ausgeschlossen werden, ist aber nicht erwiesen, ebenso wenig wie die Gleichsetzung Vandalen mit den älteren Lugiern.
Einflüsse der Przeworsk-Kultur finden sich bei der in der Lausitz liegenden Gubener Gruppe und bei der Poienești-Lukaševka-Kultur auf dem Gebiet des heutigen Moldawien. Przeworsk-Siedlungen neben und Keramikfunde in einheimischen Fundstellen sind im 2. Jahrhundert v. Chr. im elbgermanischen Gebiet um Mittelelbe und Saale deutlich zu fassen. In geringerem Umfang sind im 1. Jahrhundert v. Chr. Przeworsk-Funde auch bis in die noch keltische Wetterau hinein feststellbar, was als Ansiedlung von aus dem Osten eingewanderten Bevölkerungsteilen gedeutet wird. Mobilität von Einzelpersonen oder Kleingruppen deuten dagegen vereinzelte Funde von Przeworsk-Keramik in den großen keltischen Oppida wie Manching und Staré Hradisko an.

## Galerie

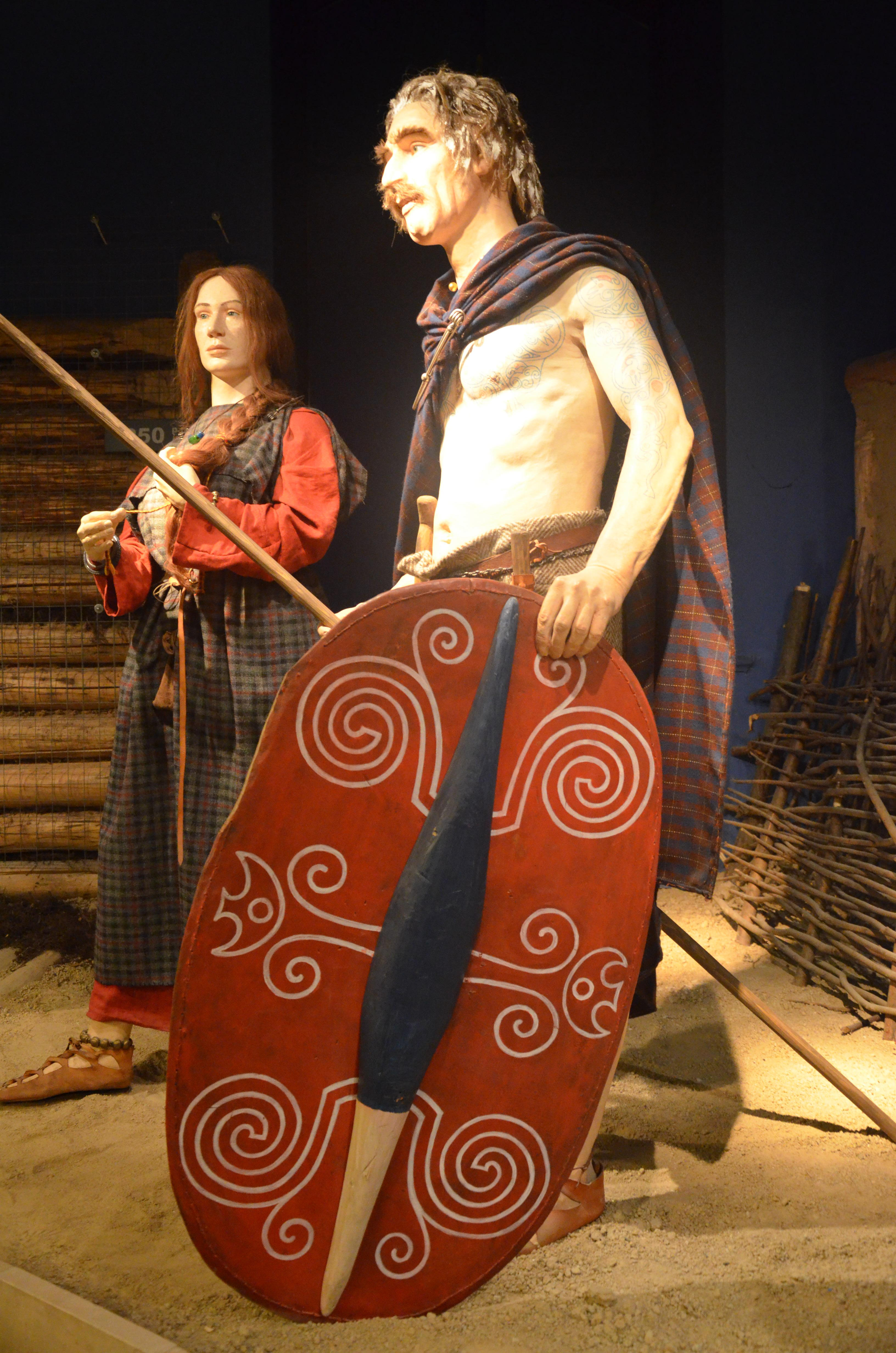
Tracht der Kelten im 3. bis 1. Jh. v. Chr. in Südpolen (Archäol. Museum Krakau)
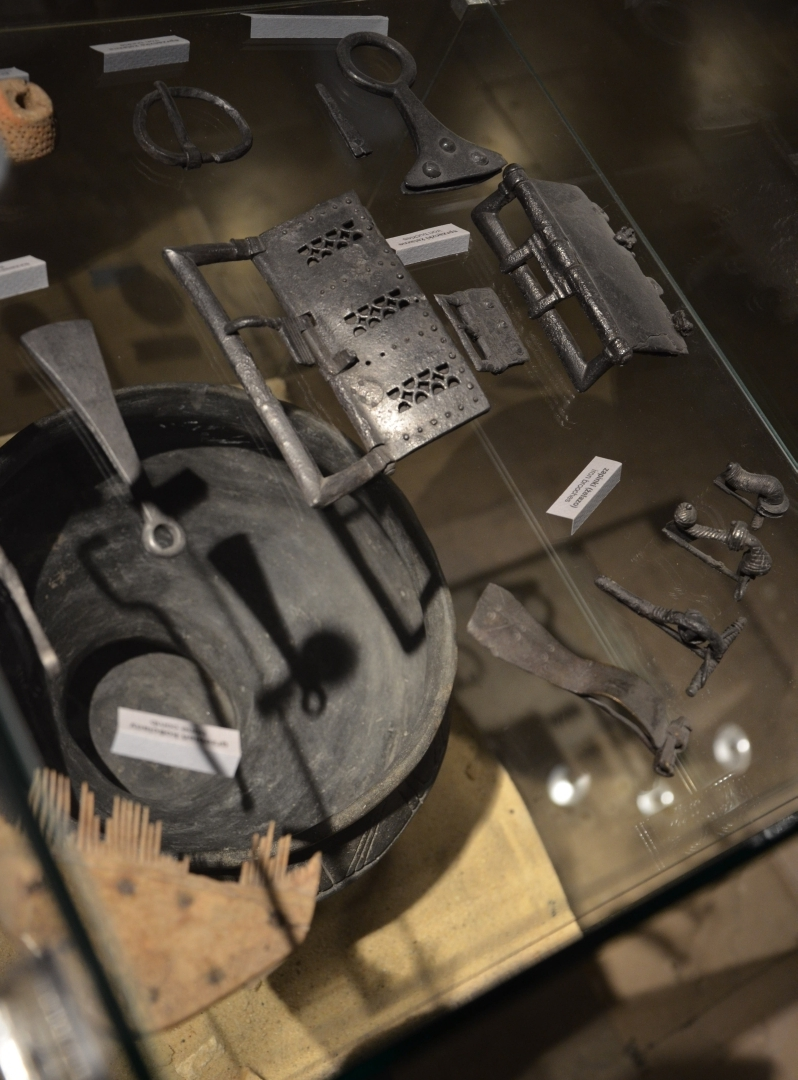
Wandalische Grabfunde aus Südpolen (Archäol. Museum Krakau)
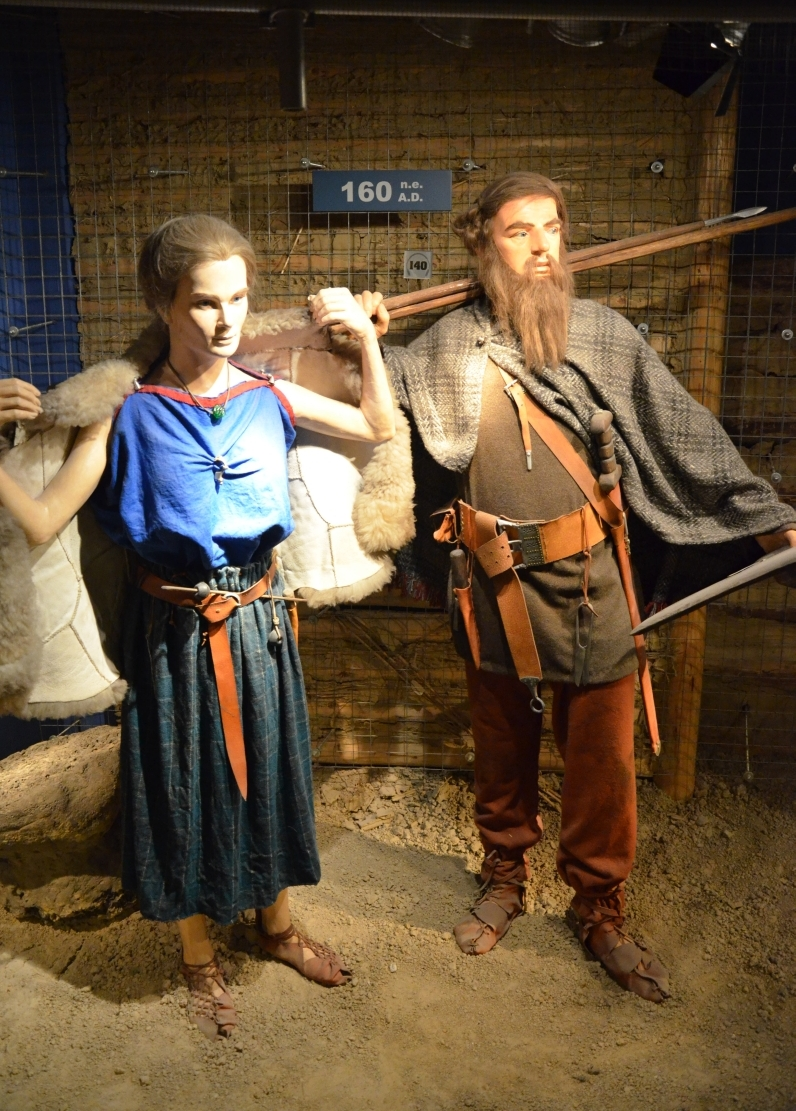
Ostgermanische Tracht der Wandalen in der Mitte des 2. Jhs. (Archäol. Museum Krakau)
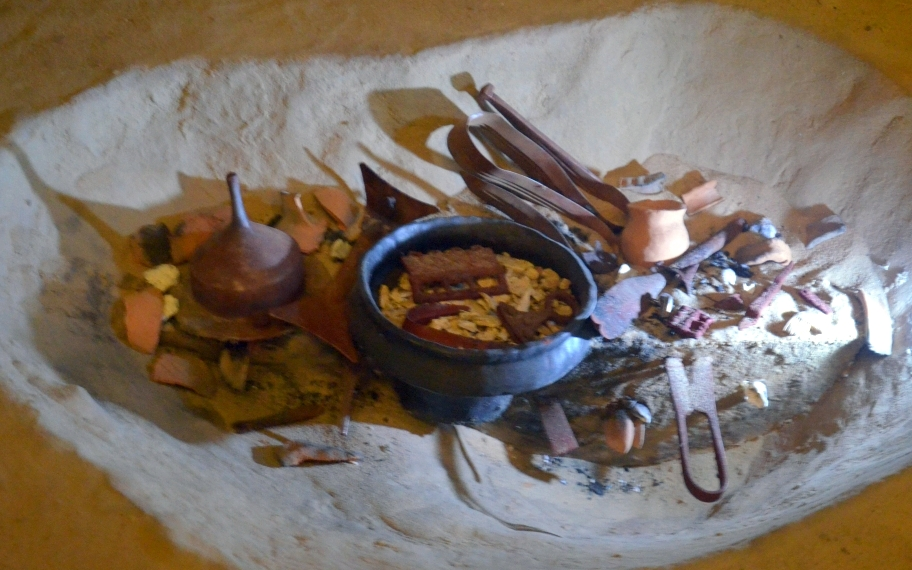
Ostgermanisches Männerbrandgrab (2. Hälfte 2. Jh.) aus Südpolen (Archäol. Museum Krakau)
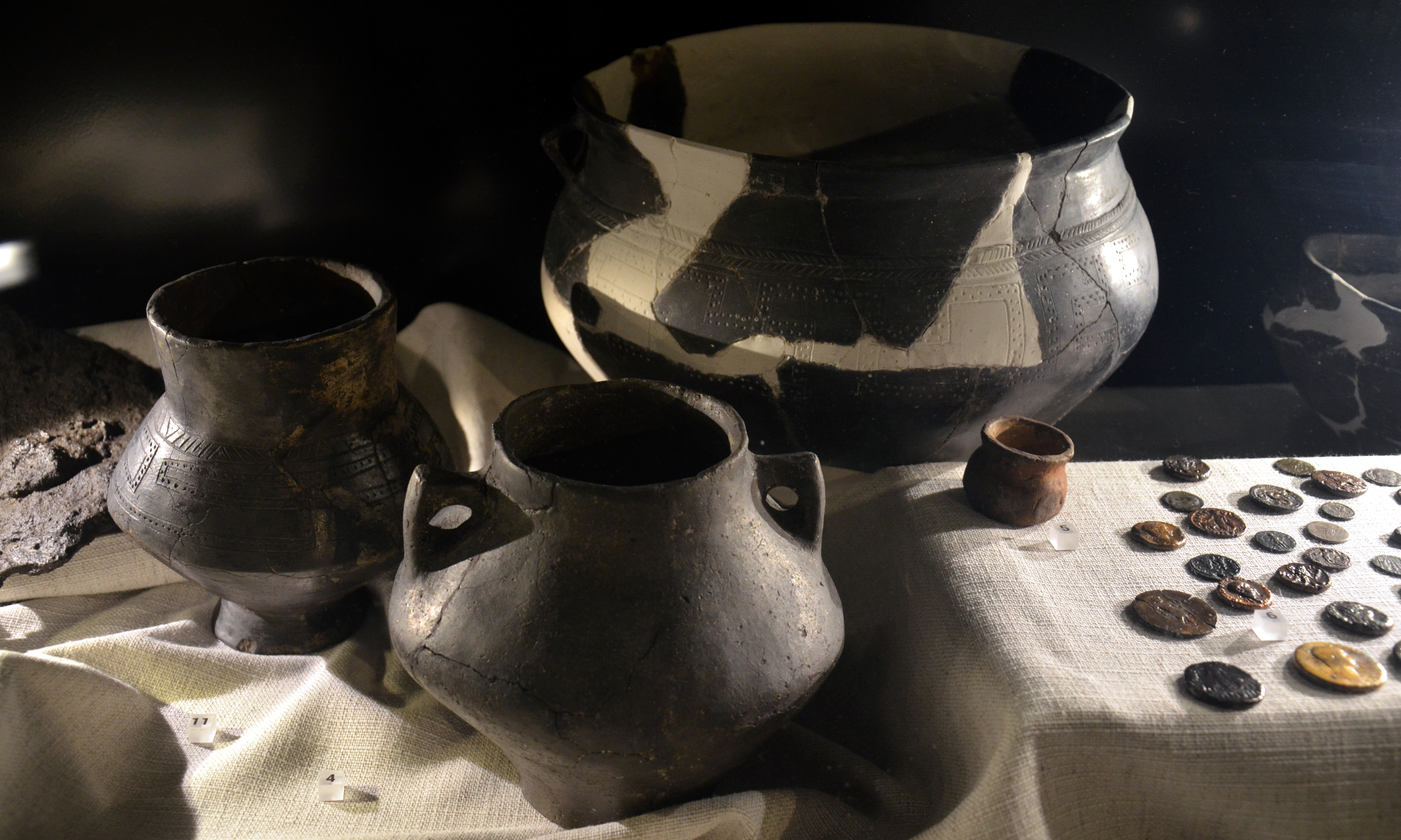
Gefäße, Sakrau (2. Hälfte 2. Jh.) aus Schlesien (Das Schlesische Museum zu Kattowitz)
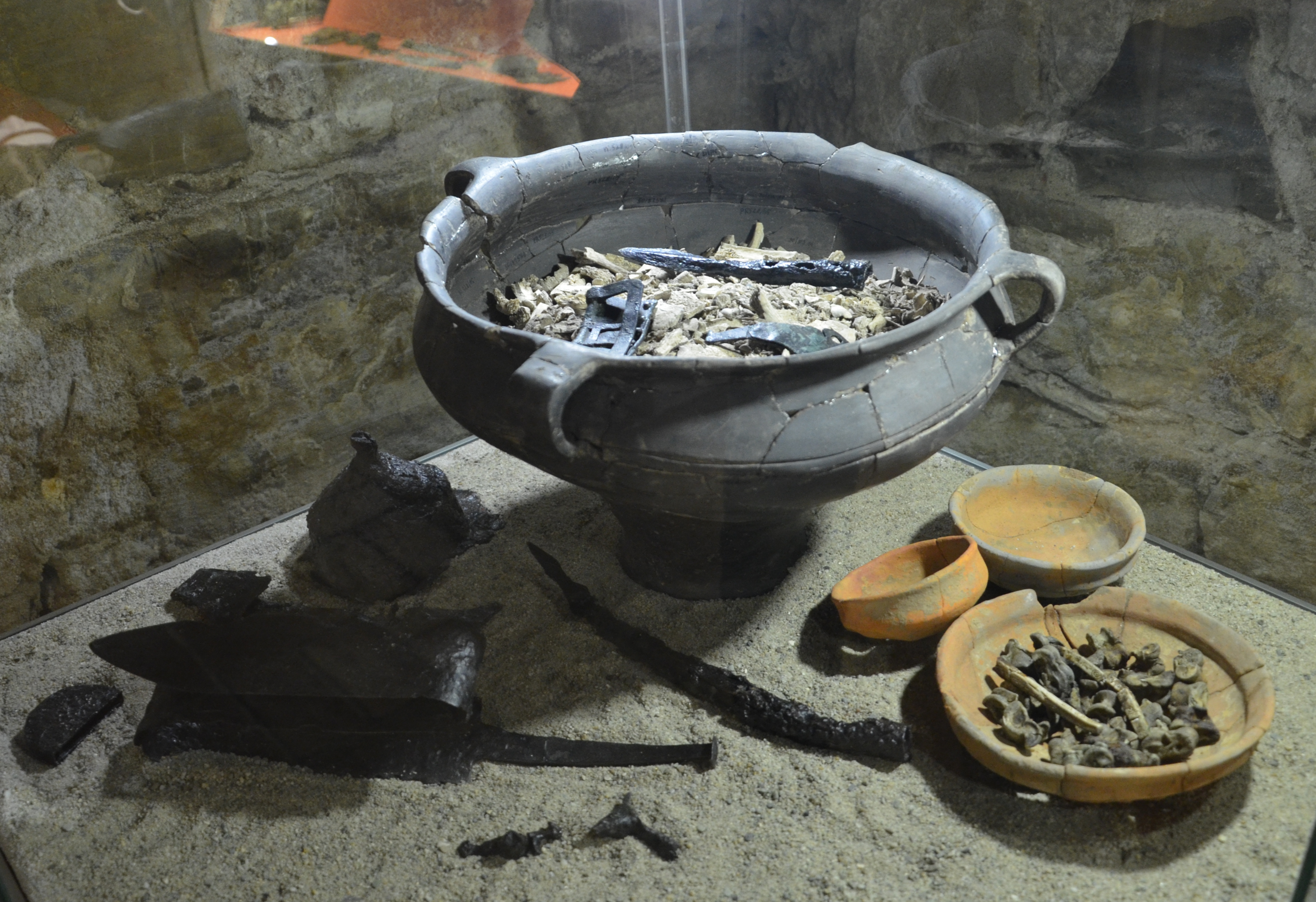
Hasdingisches Männerbrandgrab aus Prusiek, Ost-Beskiden, ausgestellt im Historischen Museum in Sanok